# Szombathelyi Tamás
Szombathelyi Tamás (Budapest, 1953. május 1. –) olimpiai és világbajnoki ezüstérmes magyar öttusázó, edző, sportvezető.
1964-ben kezdett sportolni. A KSI úszója és háromtusázója volt. 1968-tól az Újpesti Dózsa öttusázója lett. 1971-ben junior világbajnok volt csapatban, negyedik egyéniben. A következő évben megvédték a csapat elsőséget. Egyéniben második volt. 1974-ben is részt vett a juniorok világbajnokságán, de nem került dobogóra.
1976-ban tartalék volt az olimpiai csapatban. Felnőtt világeseményen 1978-ban szerepelt első alkalommal. A jönköpingi világbajnokságon csapatban ötödik, egyéniben huszadik lett. Az 1980-as olimpián ezüstérmet szerzett egyéniben és csapatban is. Az 1981-es világbajnokságon csapatban második, egyéniben harmadik helyezett volt. Az 1983-as vb-n mind a két versenyszámban második lett. 1984-ben visszavonult a versenysporttól.
1985-től 1986-ig a magyar válogatott kondicionáló edzője lett. 1986-ban a magyar női válogatott szövetségi kapitánya volt. 1987 és 1988 között a Debreceni Sportiskola vezető edzője volt. 1989-ben a BHSE utánpótlás edzőjének nevezték ki. Emellett gimnáziumi testnevelő tanár volt. 1990-től 1991-ig a Thermal Hotel Helia uszodavezetője volt. 1991 és 1993 között a Magyar Öttusa Szövetség főtitkári teendőit látta el.

## Díjai, elismerései
- Az év magyar öttusázója (1980, 1981, 1983)